# Khanzir
Khanzir (en arabe : خنزير, signifiant cochon), est le nom d'un cochon du zoo de Kaboul qui est le seul animal de ce type de tout le pays, l'Afghanistan. Ce pays à prédominance islamique ne pratique ni l'élevage, ni le commerce de la viande de porc en raison d'interdits religieux.

## Description
Khanzir, cochon mâle, est un cadeau fait au zoo de Kaboul par la république populaire de Chine en 2002. Originellement ils étaient deux, mais l'autre animal est mort.
Son statut d'« unique cochon d'Afghanistan » a attiré l'attention de la communauté internationale en mai 2009, lorsqu'il a été placé en quarantaine en raison de la grippe H1N1. Aziz Gul Saqib, directeur du zoo de Kaboul, a expliqué que Khanzir était en fait « fort et en bonne santé », notant que « la seule raison pour laquelle nous [sic] l'avons déplacé était parce que les Afghans n'avaient pas beaucoup de connaissances sur la grippe porcine, et donc quand ils voient un cochon, ils s'inquiètent et pensent qu'ils vont tomber malades. ». Sa quarantaine s'est terminée deux mois après.